# گشتاور نیرو

رابطه نیرو (F)، گشتاور (τ)، و بُردارهای تکانه خطی (p)، تکانه زاویه‌ای (L)

گَشتاوَر نیرو یا نیروی چرخشی یا مُمان نیرو (به انگلیسی: moment of force) یا تُرک (به انگلیسی: Torque)، عاملی است که باعث دَوَران یا چرخش جسم می‌شود، همان‌گونه که نیرو باعث حرکت جسم می‌شود. به عبارت دیگر، اثر گشتاور در حرکت چرخشی، مانند اثر نیرو در حرکت انتقالی خطی است.
برای مثال، برای باز کردن در، نیرویی از راه دستگیره (عمود بر در) به آن وارد می‌کنیم تا در به دور محور چرخش (لولا)، بگردد. اگر نیرو به لولا نزدیکتر باشد یا زاویهٔ نیرو با در کمتر از ۹۰ درجه باشد، باید نیروی بیشتری نسبت به حالت قبل به در وارد کنیم تا در به مانند قبل بگردد. پس گشتاور نیرو هم با مقدار نیرو و زاویه اعمال آن و هم با فاصلهٔ آن از محور چرخش رابطهٔ مستقیم دارد.
گشتاور از رابطه {\displaystyle {\boldsymbol {\tau }}=\mathbf {r} \times \mathbf {F} } به‌دست می‌آید که در آن، r فاصله نقطهٔ واردشدن نیرو تا تکیه‌گاه، یا فاصله تا مرکز جرم جسم است.
گشتاور، کمیت بُرداری است. یکای آن در سامانه استاندارد بین‌المللی یکاها، نیوتن متر است.

## تعریف
حاصل‌ضرب خارجی بردار مکان نقطهٔ اثر نیرو در بردار نیروی وارد بر یک نقطه را گشتاور گویند. جهت گشتاور با استفاده از قانون دست راست تعیین می‌شود.
{\displaystyle {\boldsymbol {\tau }}=\mathbf {r} \times \mathbf {F} }
با توجه به اینکه یکای نیرو، نیوتون و یکای فاصله، متر است، یکای گشتاور، نیوتون متر است.
اندازه بردار گشتاور از رابطه
{\displaystyle \tau =r\,F\,\sin \theta }
به‌دست می‌آید، که در آن {\displaystyle \theta }، زاویه بردار نیرو و بردار مکان است.